# فيديو منزلي

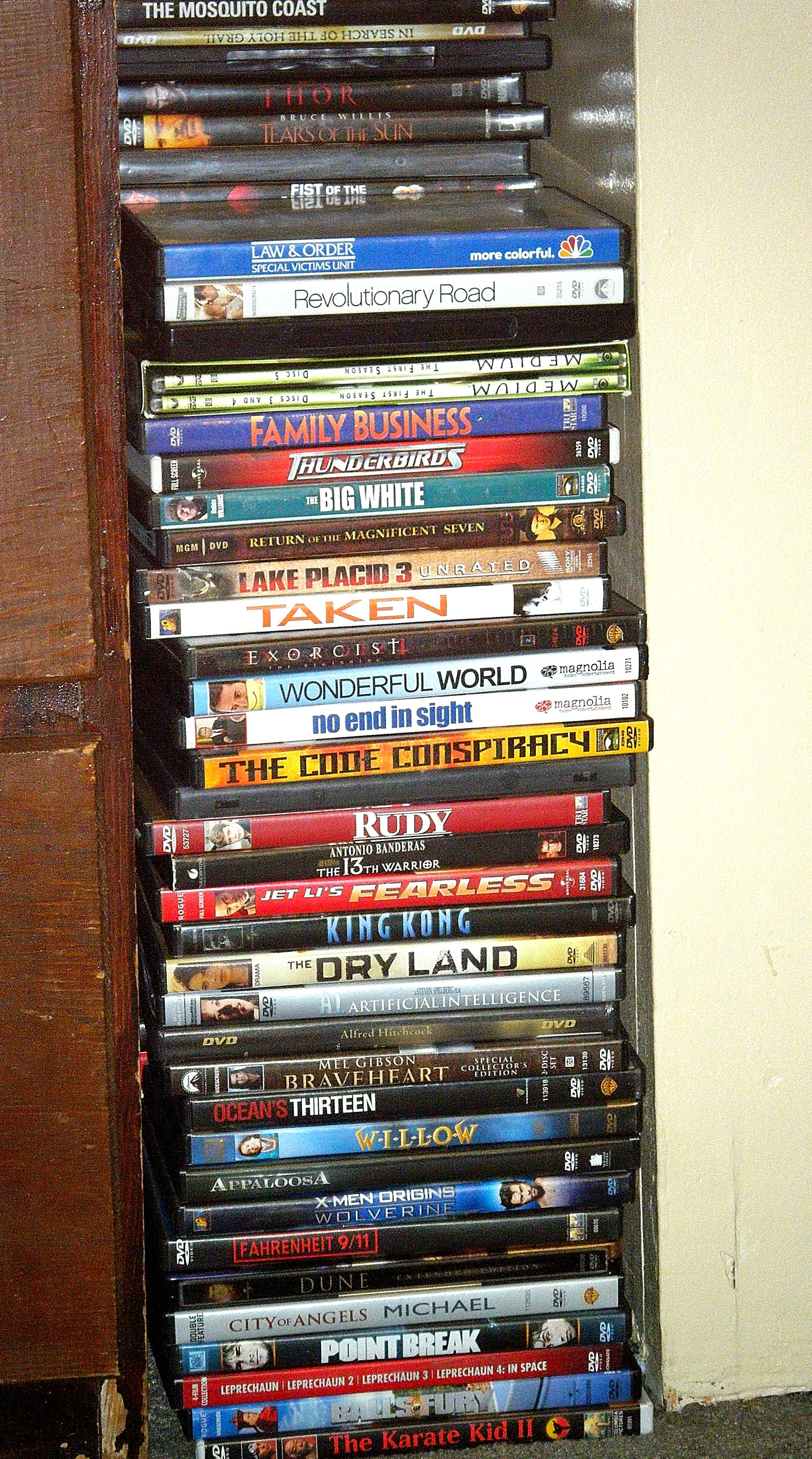
لدى بعض مستخدمي الفيديو المنزلي مجموعة من الوسائط المسجلة مسبقًا، مثل الأفلام، على أقراص دي في دي. تعد أقراص دي في دي إحدى الطرق العديدة لعرض الفيديو المنزلي.

فيديو منزلي (بالإنجليزية: Home video)‏ هي وسائط مسجلة يتم بيعها أو تأجيرها للعرض المنزلي. نشأ المصطلح من عصر في إتش إس وبيتاماكس، عندما كانت الوسيلة السائدة هي أشرطة الفيديو، لكنها انتقلت إلى تنسيقات الأقراص الضوئية مثل دي في دي وبلو راي. في استخدام مختلف، يشير «الفيديو المنزلي» إلى تسجيلات فيديو الهواة، والتي تُعرف أيضًا باسم الأفلام المنزلية.